# (13943) Hankgreen
(13943) Hankgreen es un asteroide perteneciente al cinturón de asteroides, región del sistema solar que se encuentra entre las órbitas de Marte y Júpiter.
Fue descubierto el 26 de abril de 1990 por Eleanor F. Helin  desde el Observatorio Palomar.

## Designación y nombre
Designado provisionalmente como 1990 HG. Fue nombrado por William Henry "Hank" Green II (n. 1980) quien  es un comunicador científico, autor y creador estadounidense. Ha producido y presentado numerosos recursos educativos en línea y pódcasts, algunos de ellos con su hermano, John Green. Aborda con frecuencia temas relacionados con la ciencia, incluyendo una actualización periódica sobre el segmento "Noticias de Marte" del podcast "Queridos Hank y John".

## Características orbitales
Hankgreen está situado a una distancia media del Sol de 2,281 ua, pudiendo alejarse hasta 2,454 ua y acercarse hasta 2,109 ua. Su excentricidad es 0,076 y la inclinación orbital 23,750 grados. Emplea 1258,49 días en completar una órbita alrededor del Sol.

## Características físicas
La magnitud absoluta de Hankgreen es 14,03. Tiene 4,203 km de diámetro y su albedo se estima en 0,437.